# Cantone di Saint-Dizier-2
Il Cantone di Saint-Dizier-2 è una divisione amministrativa dell'Arrondissement di Saint-Dizier.
È stato costituito a seguito della riforma approvata con decreto del 17 febbraio 2014, che ha avuto attuazione dopo le elezioni dipartimentali del 2015 dalla ridefinizione del cantone di Saint-Dizier-Centre.

## Composizione
Comprende solo una parte della città di Saint-Dizier.